# اسپیگن
شرکت اسپیگن (به انگلیسی: Spigen Inc.) یک شرکت سازنده لوازم جانبی تلفن همراه در کره جنوبی می‌باشد که در دفتر اصلی آن در ایالات متحده آمریکا قرار دارد. این شرکت قاب، گلس محافظ صفحه نمایش گوشی و سایر لوازم جانبی‌های موبایل را طراحی و تولید می‌کند. اسپیگن در گذشته با نام SGP Korea شناخته می‌شد که در کره جنوبی قرار داشت و در سال ۲۰۰۴ تأسیس شده بود. با رشد و گسترش برند اسپیگن در سطح بین‌المللی، این شرکت در نوامبر سال ۲۰۱۳ نام خود را به «اسپیگن» تغییر داد.
کلمه Spigen ترکیبی از دو واژه spiegel (به آلمانی به معنی آینه) و gen (به معنی ژن) تشکیل شده‌است.